# Pyrausta ceadesalis
Pyrausta ceadesalis là một loài bướm đêm trong họ Crambidae.